# Douglas DC-3
DC-3 (Douglas Commercial 3) – amerykański samolot pasażerski i transportowy w układzie dolnopłata. Jeden z najpopularniejszych samolotów w historii transportu lotniczego. Przyczynił się do popularyzacji podróży lotniczych w latach 30. i 40. XX wieku, jest uznawany za jeden z najbardziej udanych i znaczących samolotów w historii lotnictwa.
Wersja wojskowa znana jest jako Douglas C-47 Skytrain, w Wielkiej Brytanii nazywana była Dakota. Nazwa ta pochodziła od akronimu DACoTA, oznaczającego Douglas Aircraft Company Transport Aircraft – samolot transportowy firmy Douglas Aircraft Company.

## Historia
DC-3 powstał jako rozwinięcie poprzedzającego go modelu DC-2. W odpowiedzi na zgłoszone przez linie lotnicze American Airlines zapotrzebowanie na samolot z miejscami leżącymi, przeznaczony do obsługi nocnych lotów transkontynentalnych na terenie USA, Douglas opracował pierwszą wersję DC-3, zwaną DST (Douglas Sleeper Transport). Samolot był wyposażony w 14 miejsc leżących. Obok DST powstała wersja „dzienna”, mieszcząca 21 pasażerów.
Pierwszy lot odbył się 17 grudnia 1935, w 32. rocznicę pierwszego lotu braci Wright. Rozkładowe loty DST zostały zainaugurowane 18 września 1936. Samolot okazał się sukcesem komercyjnym. Opinia kierownictwa American Airlines głosiła, że jest to pierwszy samolot zarabiający pieniądze na przewozie pasażerów, bez dotacji rządowych.
Podczas II wojny światowej wiele cywilnych DC-3 zostało wcielonych do wojskowych sił powietrznych. Produkowano też w dużych liczbach wersje wojskowe – C-47, R-4D i Dakota. Całkowita produkcja, łącznie z licencyjnymi Lisunowami Li-2 w ZSRR i Showa L2D w Japonii, wyniosła co najmniej 17.276 egzemplarzy.
Po wojnie duża liczba DC-3 została wycofana ze służby w lotnictwie wojskowym i trafiła do sprzedaży. Niska cena w połączeniu z prostą i ekonomiczną eksploatacją sprawiły, że samoloty te stały się podstawą flot linii lotniczych na całym świecie. Wprowadzony do sprzedaży kolejny model Super DC-3 nie sprzedawał się dobrze, ze względu na dużą konkurencję ze strony tańszych samolotów używanych, dostępnych na rynku. Samoloty te były na wyposażeniu większości linii lotniczych na świecie, w tym w PLL LOT. Oprócz sukcesu komercyjno-ekonomicznego samolot ten stanowił też sukces i pod względem konstrukcyjnym (celowość i trwałość), jak i pilotażowym (łatwość pilotażu, dobra stateczność i sterowność).
Na początku XXI wieku kilkaset egzemplarzy DC-3 znajduje się w eksploatacji, głównie jako samolot transportowy, ale też pasażerski. Wiele samolotów przeszło modyfikacje, obejmujące konstrukcję kadłuba, skrzydeł, jak również wymianę silników. Część DC-3 wyposażono w silniki turbośmigłowe.

## Licencje
Licencję na ten samolot zakupił m.in. ZSRR i był on tam produkowany pod nazwą Li-2. Kierownikiem zespołu dostosowującego dokumentację na potrzeby radzieckiego przemysłu był konstruktor Borys P. Lisunow. Wzmocniono płatowiec i dostosowano maszynę do transportu ładunków o większym ciężarze skupionym. Drzwi wejściowe do kabiny pasażerów przesunięto z lewej na prawą burtę a po lewej umieszczono właz wyładunkowy. Zmniejszeniu uległy rozpiętość płata i powierzchnia nośna, w kadłubie przygotowano miejsce do montażu grzbietowej wieżyczki strzeleckiej. Do napędu zastosowano radzieckie silniki M-62 o mocy 900 KM ze śmigłami WISZ-21. Produkcja seryjna ruszyła w 1938 r. w Wytwórni Lotniczej nr 84 w Chimkach pod Moskwą.

## C-47 i Li-2 w Polsce
Na DC-3 latali piloci Polskich Sił Powietrznych służący w dywizjonach transportowych i specjalnego przeznaczenia, m.in. Anna Leska i Jadwiga Piłsudska. Jeden z egzemplarzy, o nazwie własnej "Spirit of Ostra Brama", był samolotem dyspozycyjnym Naczelnego Wodza WP gen. Kazimierza Sosnkowskiego. Trzykrotnie samoloty Dakota wzięły udział w Operacji "Most", podczas której załogi startujące z Włoch lądowały na terenie okupowanej Polski.
Po II wojnie światowej Polskie Linie Lotnicze LOT były użytkownikiem 38. samolotów Li-2, 19 takich maszyn było użytkowanych w Wojsku Polskim. Ponadto do celów cywilnych wykorzystywano 9 samolotów C-47, na potrzeby wojska eksploatowano 14 egzemplarzy tej maszyny. Pierwsze Li-2 otrzymano od ZSRR w sierpniu 1944 r., ostatnie wycofane z użytku w połowie lat 60. XX wieku.

## Wersje
Samolot był produkowany w wielu wersjach rozwojowych:

### Cywilne
- DST
- DC-3
- DC-3A
- DC-3-253
- DC-3-267
- Super DC-3

### Wojskowe
- C-47 Dakota I
- C-53 Dakota II
- C-47A Dakota III
- C-47B Dakota IV
- C-47C

## Konstrukcja
Dwusilnikowy samolot pasażersko-transportowy w układzie dolnopłata o konstrukcji metalowej i chowanym podwoziu.
Kadłub o konstrukcji półskorupowej i przekroju owalnym. Podzielony na kilka przedziałów: bagażnik (przedni i tylny), kabinę pilotów, przedział radiotelegrafisty i nawigatora, kabinę transportową i toaletę. Kabina załogi wyposażona w podwójny zestaw przyrządów sterujących, siedzenia pilotów umieszczone obok siebie. Wyposażenie nawigacyjne umożliwia wykonywanie lotów nocą i bez widoczności ziemi. Kabina ładunkowa o wymiarach 6 x 2,20 x 1,98 m. Pokrycie metalowe, pracujące. Na końcu kadłuba zamontowany zaczep do holowania szybowców.
Skrzydło trójdzielne, trójdźwigarowe. Centropłat o obrysie prostokątnym, części zewnętrzne trapezowym. Centropłat mieści cztery zbiorniki paliwa o pojemności 3110 l. Krawędź natarcia podgrzewana dla uniknięcia oblodzenia. Płat wyposażony w szczelinowe lotki i klapy krokodylowe. Profil płata przy nasadzie NACA2215, przechodzący na końcu w NACA2206.
Usterzenie wolnonośne o konstrukcji i pokryciu metalowym. Stery kryte płótnem. Statecznik pionowy o profilu NACA0009-0006, statecznik poziomy NACA0011-0006.
Podwozie trójpunktowe z kółkiem ogonowym. Golenie główne amortyzowane olejowo, chowane w locie. Amortyzacja kółka ogonowego hydrauliczno-powietrzna. Mechanizm chowania i wypuszczania podwozia o napędzie hydraulicznym. Część opony kół głównych wystaje z gondol silnikowych, co chroni kadłub przed uszkodzeniami w przypadku lądowania bez wypuszczonego podwozia. Podwozie umożliwia start z lotnisk nieutwardzonych, pokrytych warstwą śniegu do 50 cm.